# Porta de fortificació
|  | No s'ha de confondre amb Porta del Cos de Guàrdia o Porta de la ciutat. |

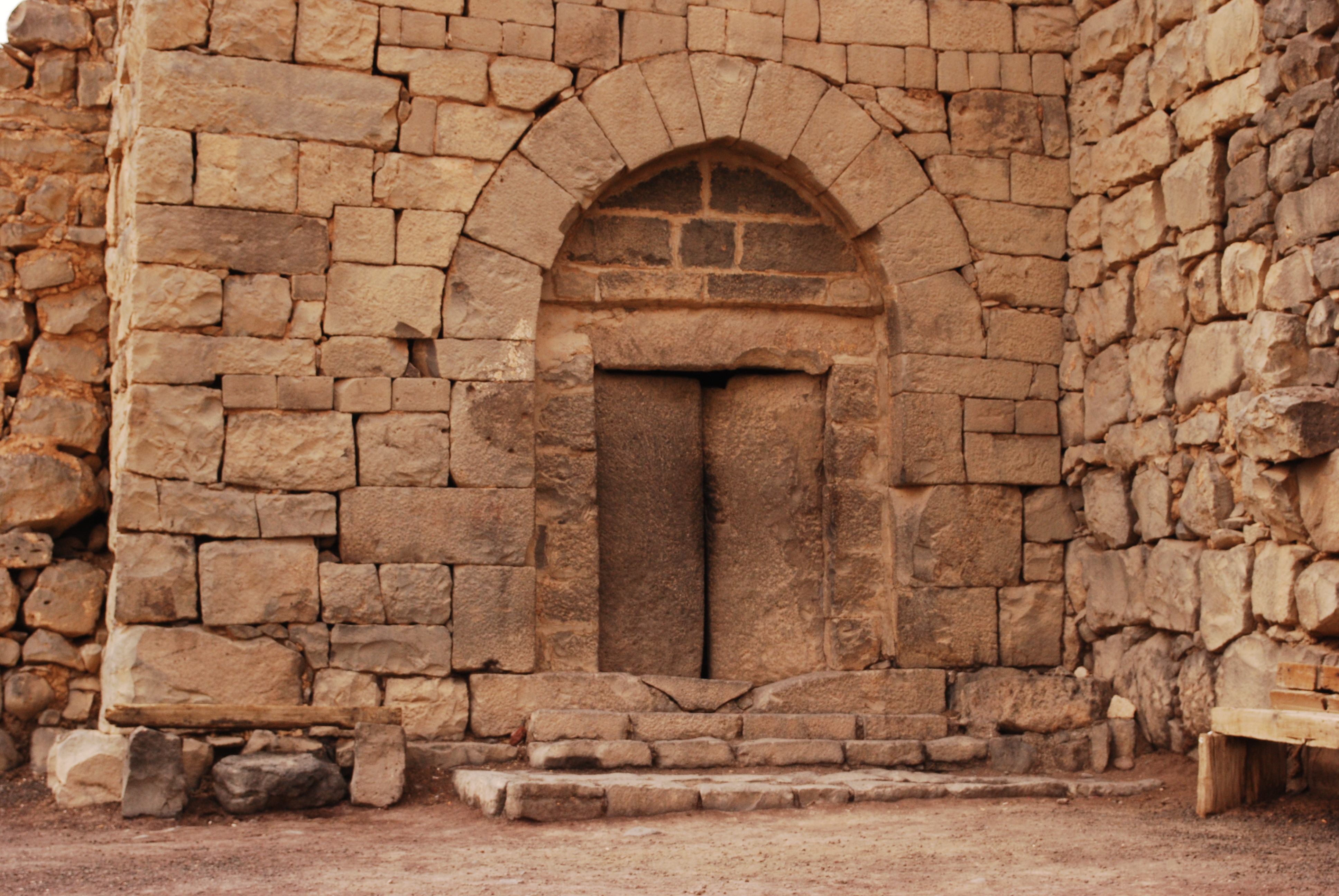
Porta de pedra a Qasr al-Àzraq.

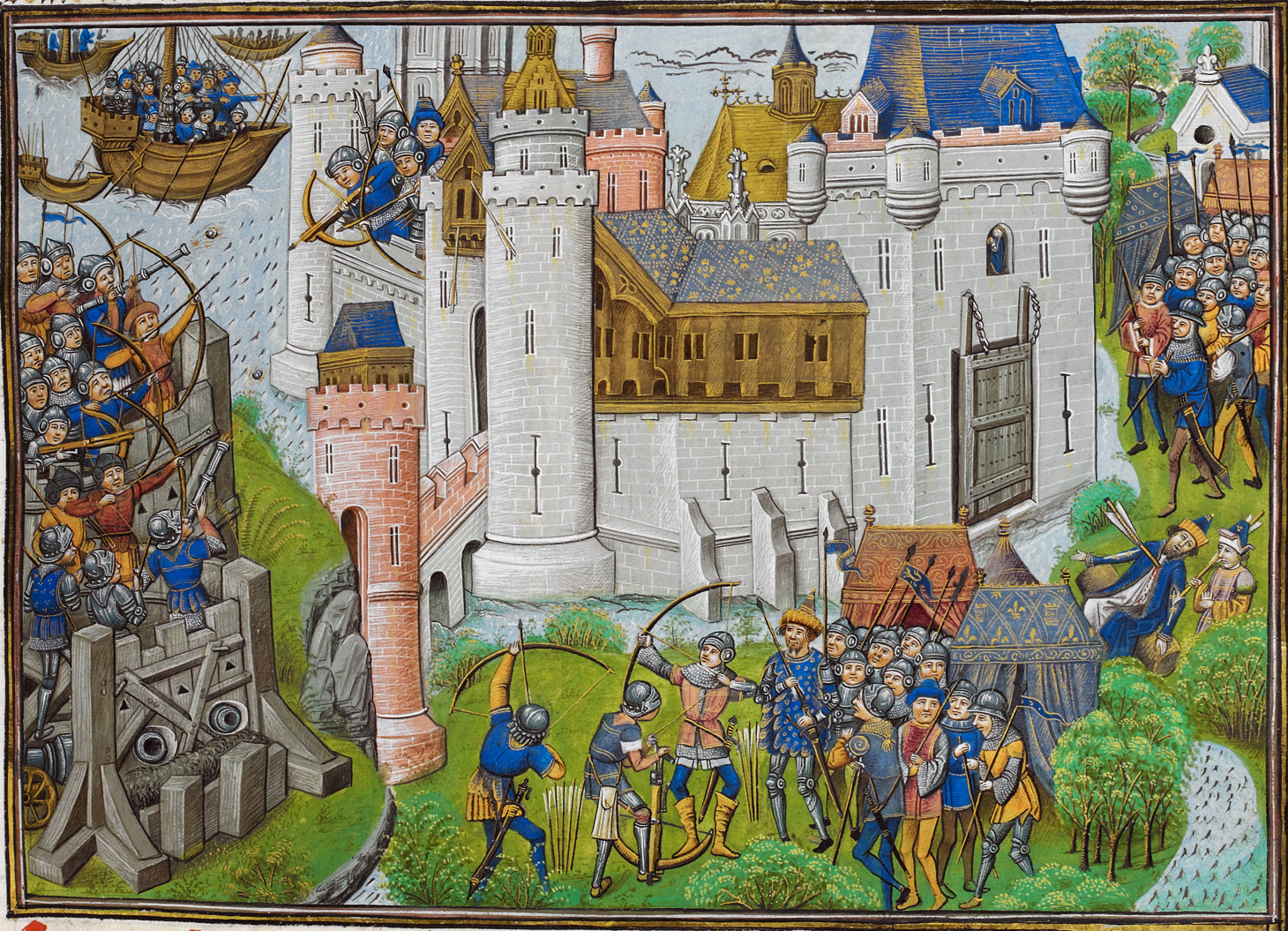
Setge de Mortagne. Vegeu pont llevadís tancat.

En el context de les edificacions militars, una porta de fortificació indica el conjunt format per una obertura de pas i l'element que permet tancar i obrir aquesta obertura. La funció d'una porta de fortificació és del tot semblant al d'una porta d'una llar o edifici no militar. La diferència principal consisteix en les dimensions, els materials i la disposició. Una porta de fortificació és més resistent i difícil de forçar que una porta normal.
El concepte de Porta de Cos de Guàrdia és diferent. Una porta de fortificació que consta d'elements arquitectònics de protecció addicionals.
Les clàssiques funcions d'una porta de fortificació (dificultar l'entrada en una muralla, un castell, una catedral, un monestir...) es poden estendre a les portes reforçades o cuirassades instal·lades en edificis no fortificats però sí de parets prou sòlides.

## Descripció
En un edifici fortificat hi pot haver dues menes de portes:
- la porta principal
- la porta o portes secundàries

### Elements arquitectònics
La part arquitectònica d'una porta està definida pels elements que limiten l'espai de pas o que són essencials per a l'estabilitat de l'estructura. Una porta és una part buida del mur i cal reforçar els costats i la part superior per a distribuir els esforços sobre el conjunt.

#### Portes rectangulars
Els elements típics d'una porta rectangular són els següents:
- Llindar o pas de la porta: part inferior horitzontal constituïda per una peça de pedra o de fusta que sol anar un nivell més alt que el sòl exterior de la casa
- Brancals o rebranques: gruixos verticals de paret que hi ha a banda i banda de la porta.
- Llinda: Fusta o pedra travessera horitzontal que descansa sobre els dos brancals d'una porta i descarrega la paret superior.

#### Portes no rectangulars
En algunes portes primitives, substituint o complementant la llinda, hi havia un arc triangular o esglaonat.

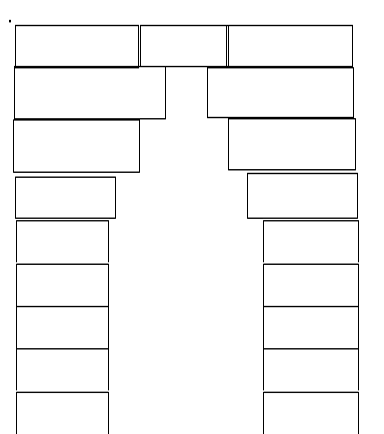
Arc primitiu del tipus esgraonat.
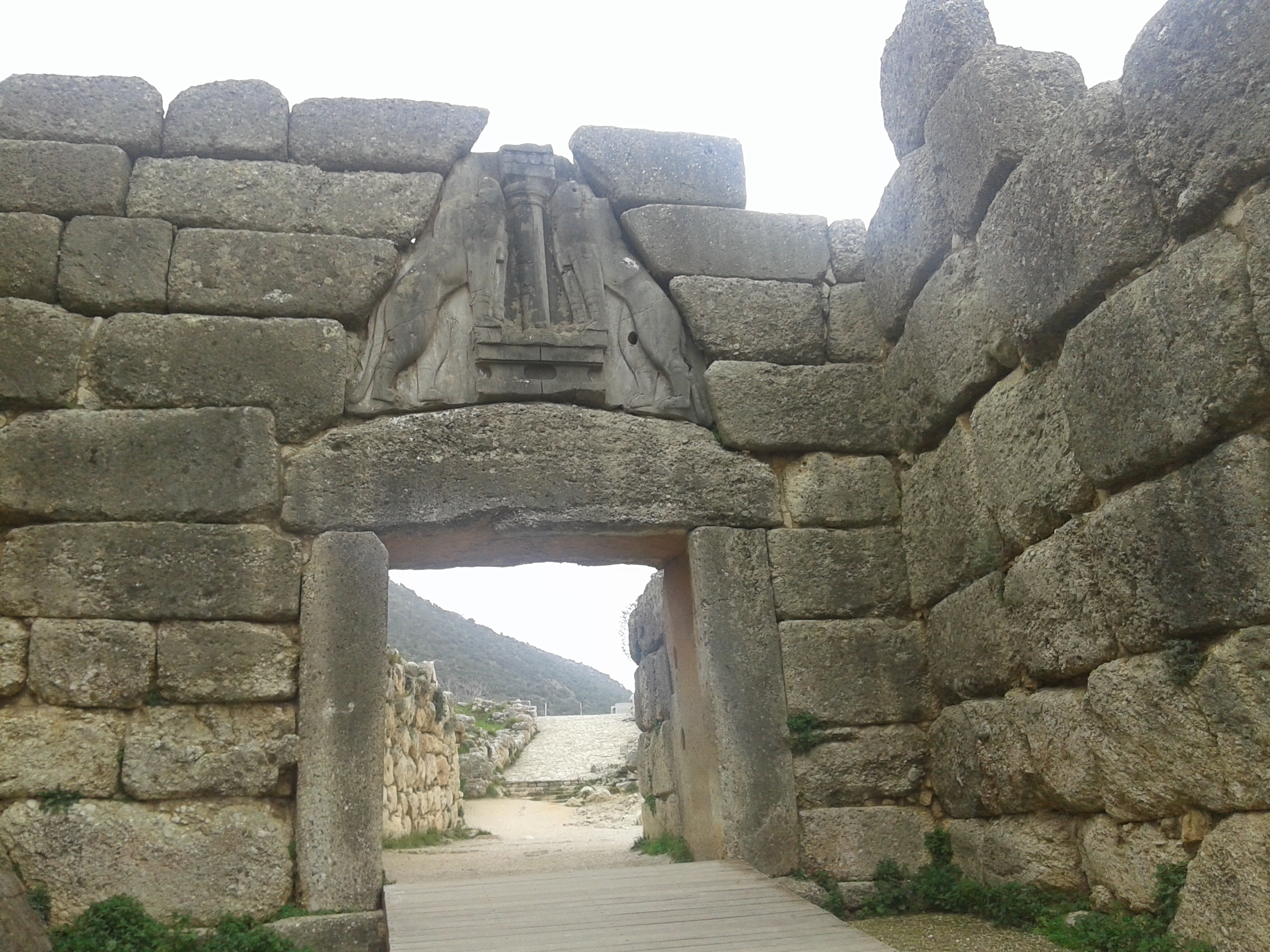
Porta dels Lleons de Micenes
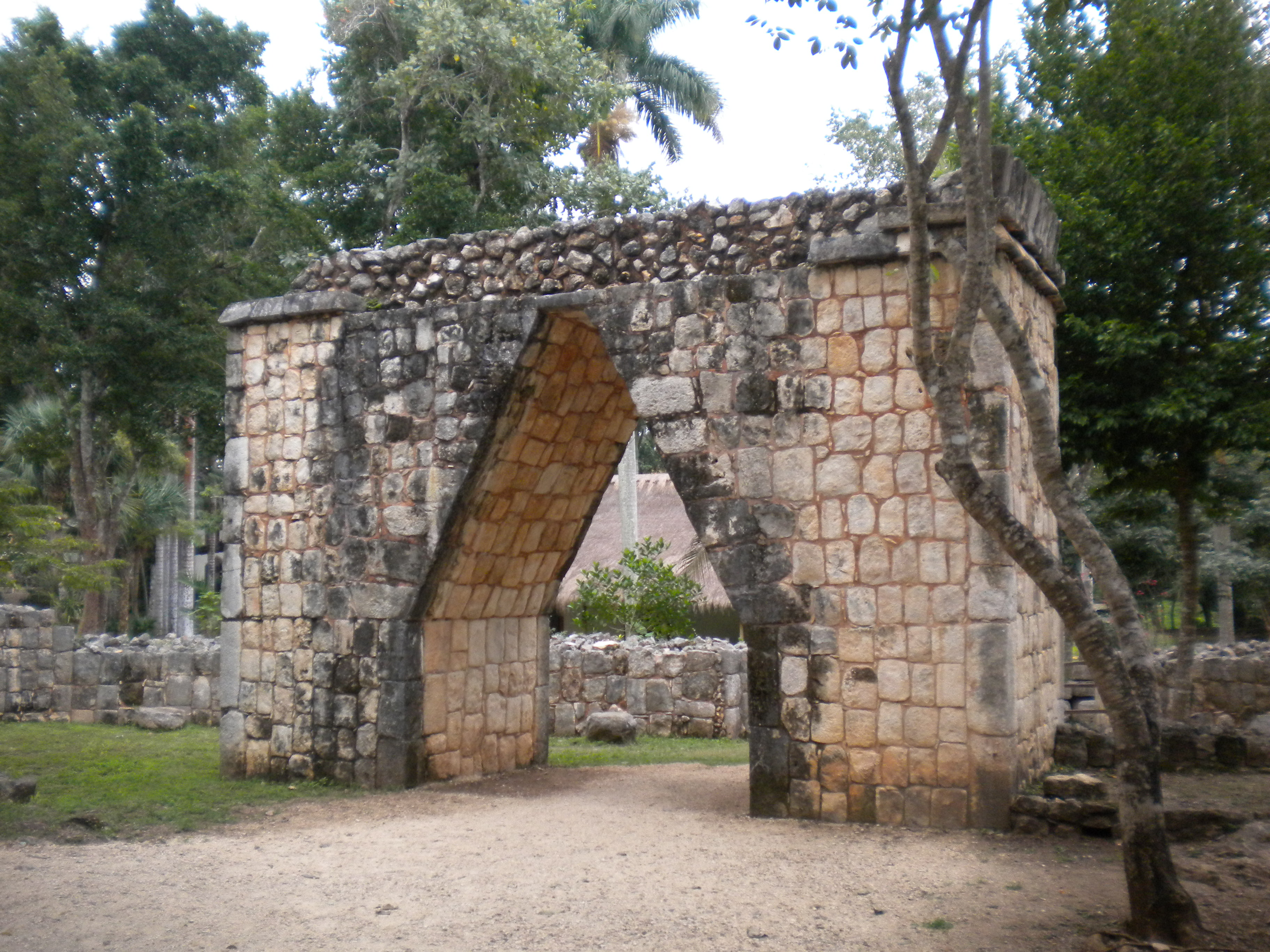
Arc primitiu de Chichén Itzá

#### Portes amb arc superior
Una de les formes típiques d'una porta de fortificació és la que consta d'un arc superior.

### Elements de tancament

#### Parts mòbils
L'element de tancament principal pot constar d'una o dues peces mòbils (fulles o batents), construïdes de materials resistents i disposades de forma que la porta de pas pugui romandre oberta o tancada.

#### Parts fixes
La porta de tancament pot actuar directament o muntar-se en un bastiment.
- Les portes primitives podien girar sobre dos perns de fusta que definien un eix de gir vertical i que anaven allotjats en uns espais buits anomenats pollegueres. Inicialment hi havia pollegueres de pedra. En èpoques posteriors els perns o les pollegueres podien ser de bronze o d'altres metalls o aliatges. Aquestes portes primitives no necessitaven bastiment.

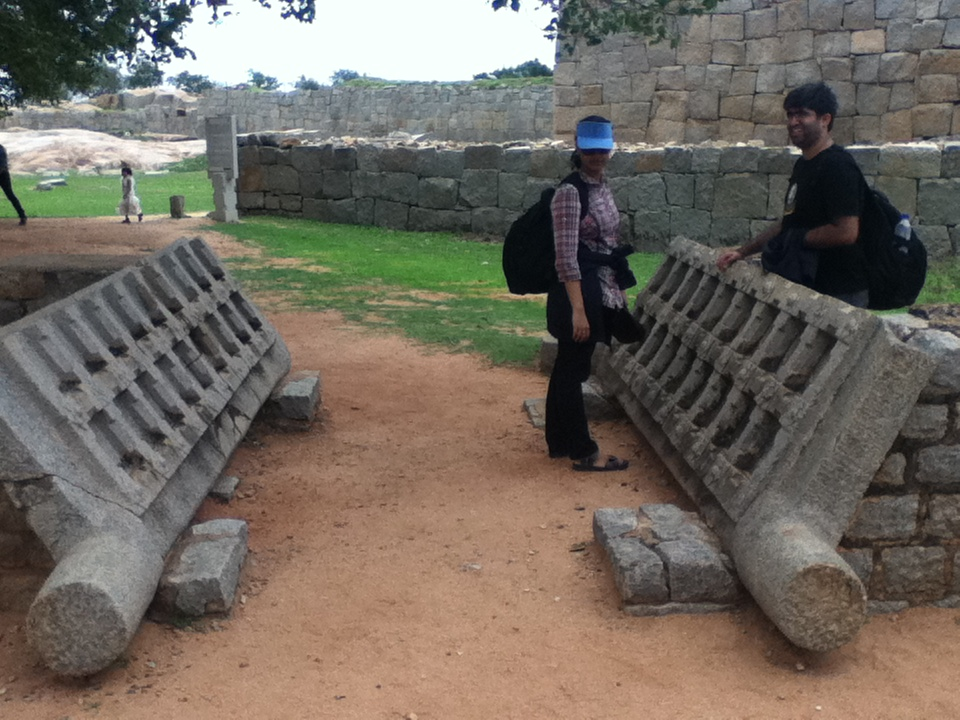
Porta de pedra amb perns de gir integrats (tallats de la mateixa peça de pedra del batent)
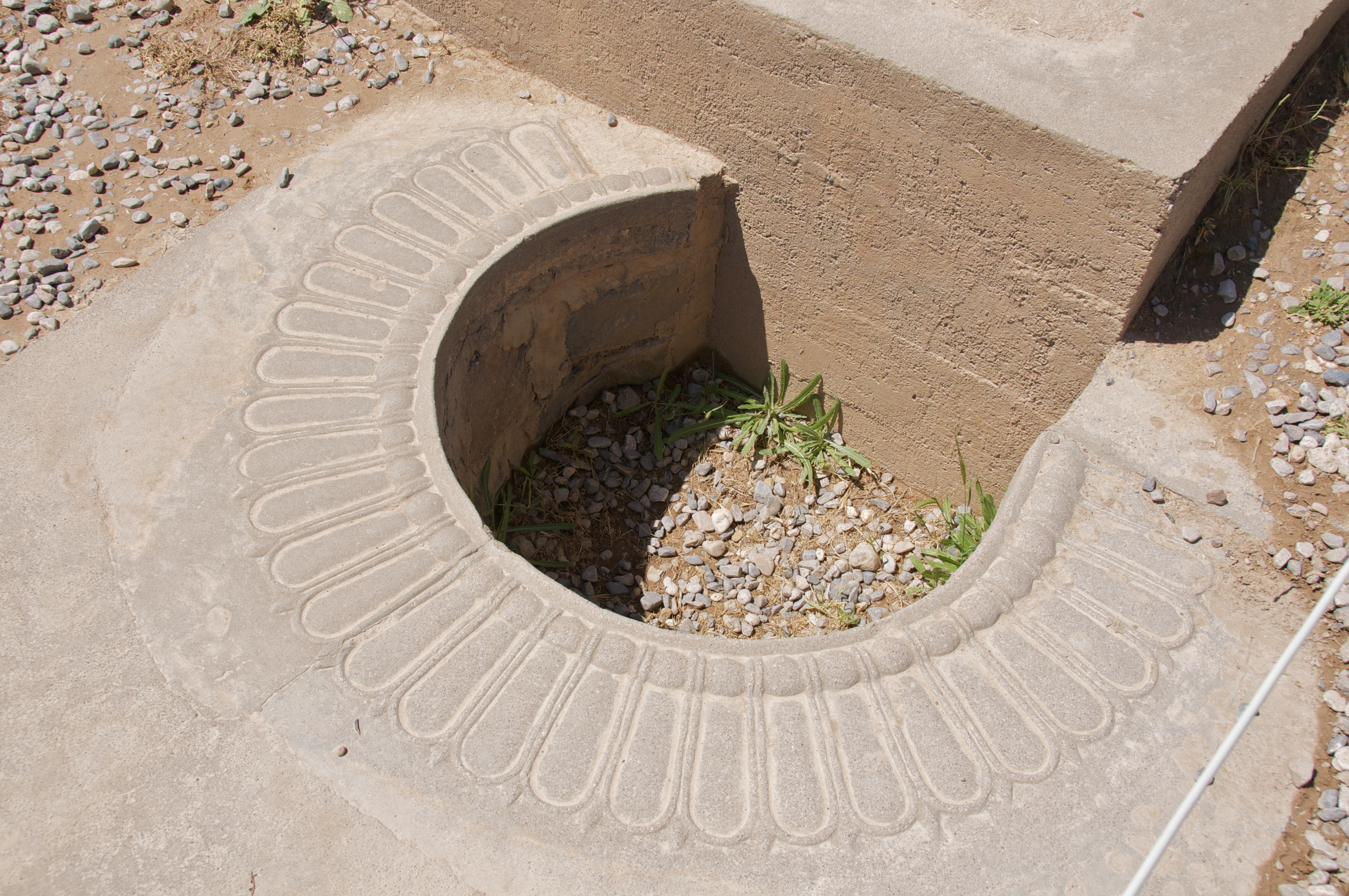
Polleguera inferior de pedra de Persèpolis. Es pot comprovar l'absència de desgast. El batent de la porta no hi fregava. Quedava penjat pel damunt.

En molts casos, les portes fortificades es muntaven en un bastiment. El bastiment és la part del conjunt de tancament que va ancorada en el mur i que soporta la part fixa de les frontisses. En la forma més senzilla un bastiment només consta dels muntants, dues peces verticals (generalment de fusta) ben encaixades en els murs. La part superior del bastiment pot estat tancada per una peça horitzontal (llinda o tancament). També hi ha bastiments formats per un marc tancat del tot, amb els dos muntants, una llinda i un llindar; amb totes les peces unides entre sí. Aquestes peces poden estar reforçades amb escaires o no. La forma externa d'un bastiment pot ajustar-se a un rectangle o disposar d'extensions d'ancoratge.

#### Frontisses

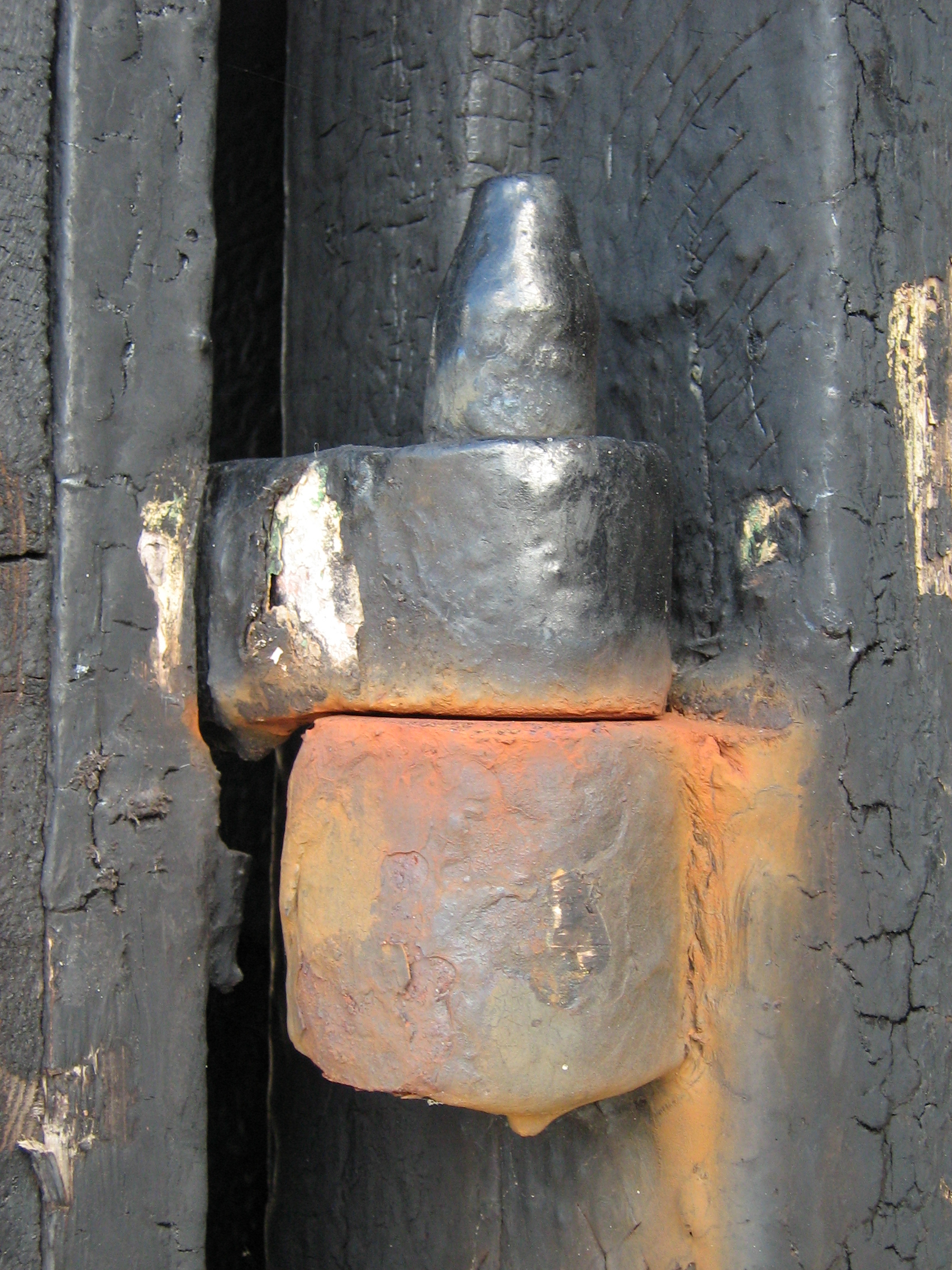
Golfo tradicional de ferro
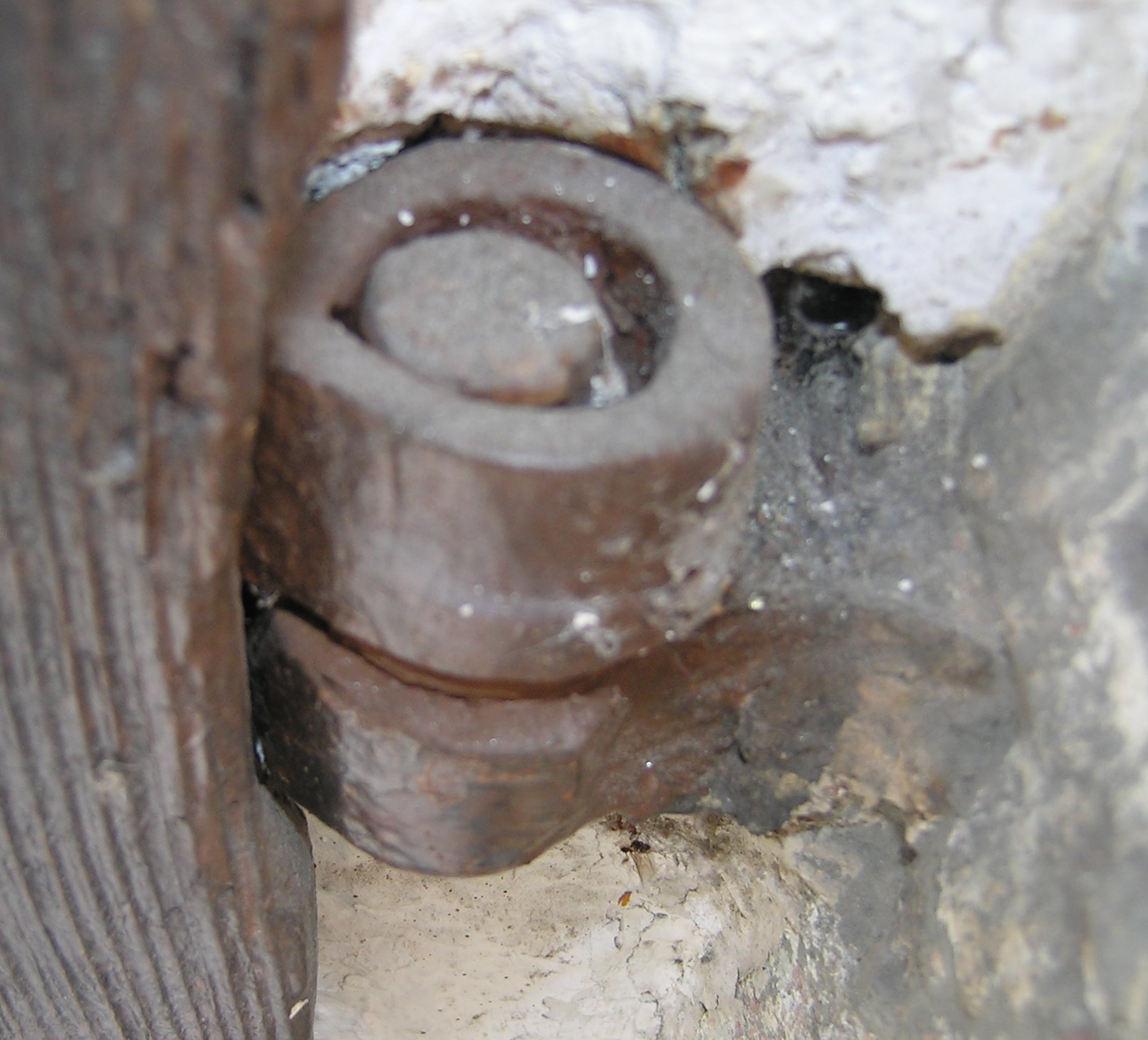
Golfo tradicional de ferro
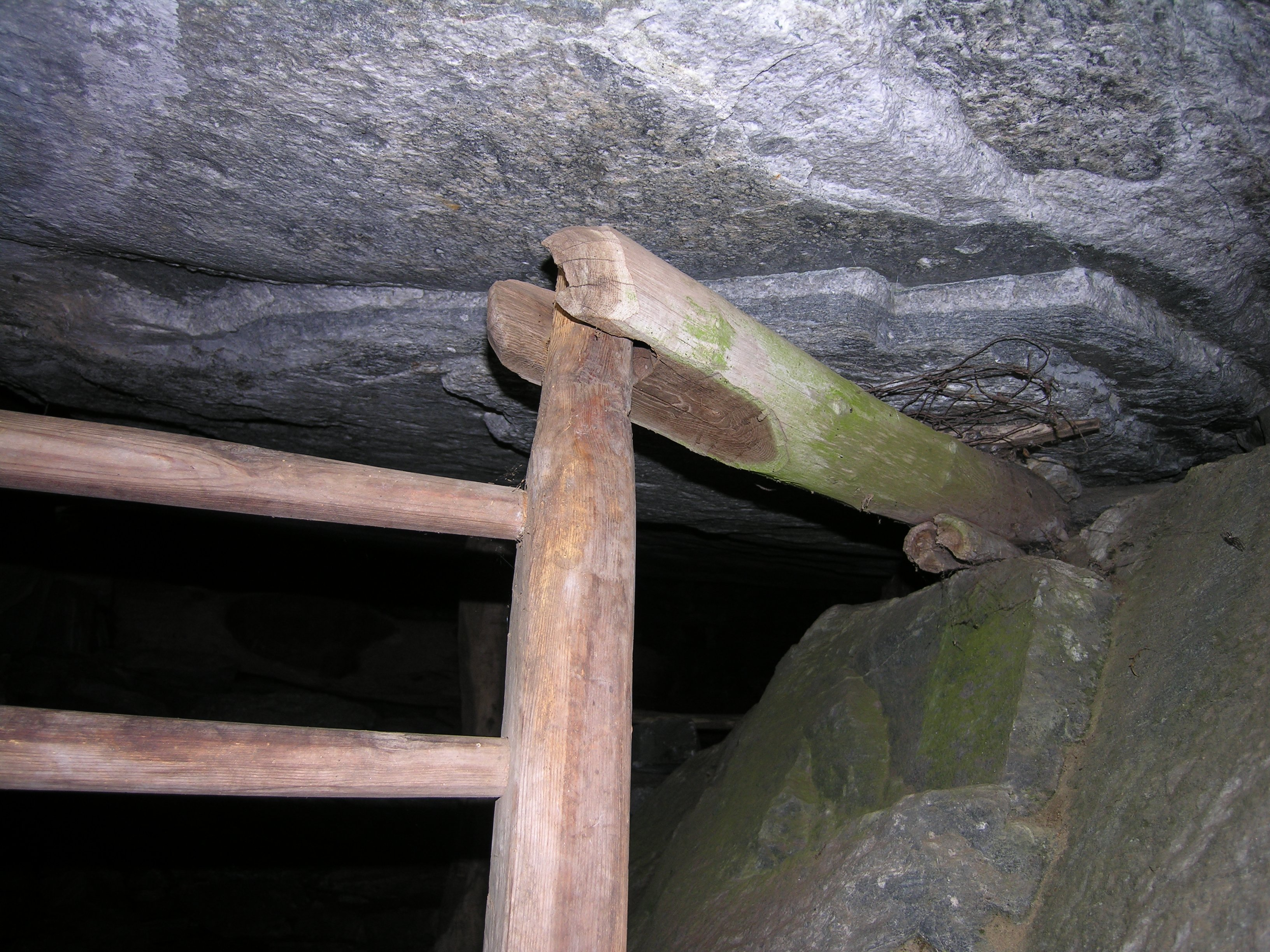
Polleguera superior de fusta, per a una tanca en una cabana de pedra seca
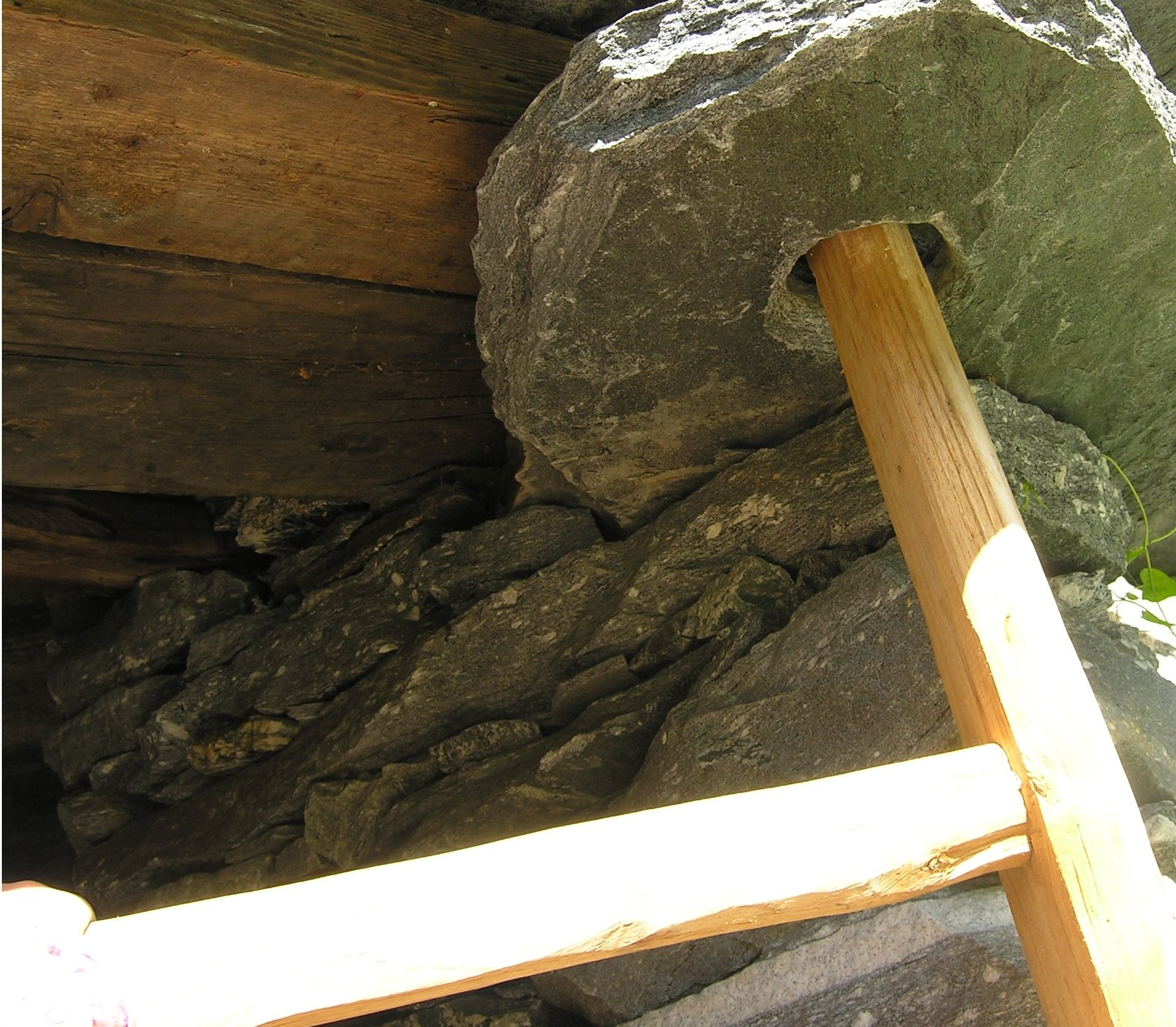
Polleguera superior de pedra, per a una tanca en una cabana de pedra seca

En sentit genèric, les frontisses són els elements que permeten el moviment relatiu entre la porta de tancament (mòbil) i el brancard (immòbil).
- Una frontissa, pròpiament dita, és una peça articulada de dos braços que no es pot desmuntar. Un dels braços s'uneix al batent i l'altre al brancard.
- En la parla coloquial, també s'anomenen frontisses el conjunt format per dos perns i dues pollegueres.
- De manera semblant, hi ha frontisses formades per dues peces desmuntables. Una peça femella i una peça mascle destinades a funcionar com a golfos u galfons d'una porta (dos golfos o més per batent). La part mascle es munta a la part fixa (muntant o pujant) amb el pern mirant cap a dalt. La part femella es munta al batent. Aquesta disposició permet desmuntar el batent sense haver de desmuntar el golfo. Un cop muntat el batent, el propi pes de la peça determina una posició estable.

## Panys i sistemes de seguretat
Les primeres portes s'asseguraven des de l'interior. Un sistema de bloqueig típic consistia en una o dues barres o bernats. (Un bernat va encaixat horitzontalment als murs o muntants i, sovint, també a la porta. Pot ser desmuntat directament o fent-lo lliscar o girar). Una porta barrada (amb la barra o bernat posat) queda ben tancada i no es pot obrir (sense violència o artifici) des de l'exterior. També és possible reforçar el bloqueig amb barres disposades a una 45 graus, que vagin des de la porta al terra i amb els extrems reposant en encaixos adequats.
- Exemple: en la Porta dels Lleons de Micenes es poden observar dos forats en un dels brancals de pedra (vegeu imatge ampliada) destinats a allotjar l'extrem de les barres de tancament.

El tractat d'Enees Tàctic indica estratagemes per a obrir (amb la col·laboració d'un traidor) la porta d'una muralla. Aparentment, aquestes estratagemes es basen en l'existència d'un fiador que travava la barra de seguretat un cop tancada.
Un altre sistema de tancament des de l'interior és el que es basa en els forrolls.
A diferència d'una fortificació, que (per la seva funció) ha de disposar d'una guàrdia permanent (que pot tancar la porta des de dins), una casa particular pot quedar-se sense cap ocupant. Calia trobar un sistema que permetés tancar la porta i obrir-la des de l'exterior. Aquest fou l'origen de la clau.
- Una obra de l'any 1831 (Augustin Calmet i Henri François de Vence. Sagrada Biblia: en latín y español, con notas literales, críticas é históricas, prefacios y disertaciones) explica amb cert detalls diverses variants de panys antics.
  - És interessant de constatar l'existència de panys antics que, un cop tancats des de l'exterior, no podien obrir-se des de l'interior.

### Grau de protecció
El grau de protecció d'una simple porta és limitat. Un possible assaltant podria rebentar una porta amb certa facilitat (disposant de les eines adequades o de màquines de guerra especialitzades). Per aquest motiu, les portes d'un edifici fortificat estaven situades en un lloc protegit amb defenses actives (segons el concepte de porta fortificada).
- Una altra solució era disposar dues o tres portes seguides. Una a continuació de l'altra i separades per passadissos o estances amb defenses actives. Si els atacants passaven de la primera porta, els defensors podien contraatacar en condicions de gran superioritat.

#### Accessoris i complements
Formant part del sistema porta/tancament hi podia haver elements complementaris destinats a impedir o dificultar el pas de persones no desitjades. Alguns dels elements són els següents:
- Rastell
- Porta reixada
- Pont llevadís

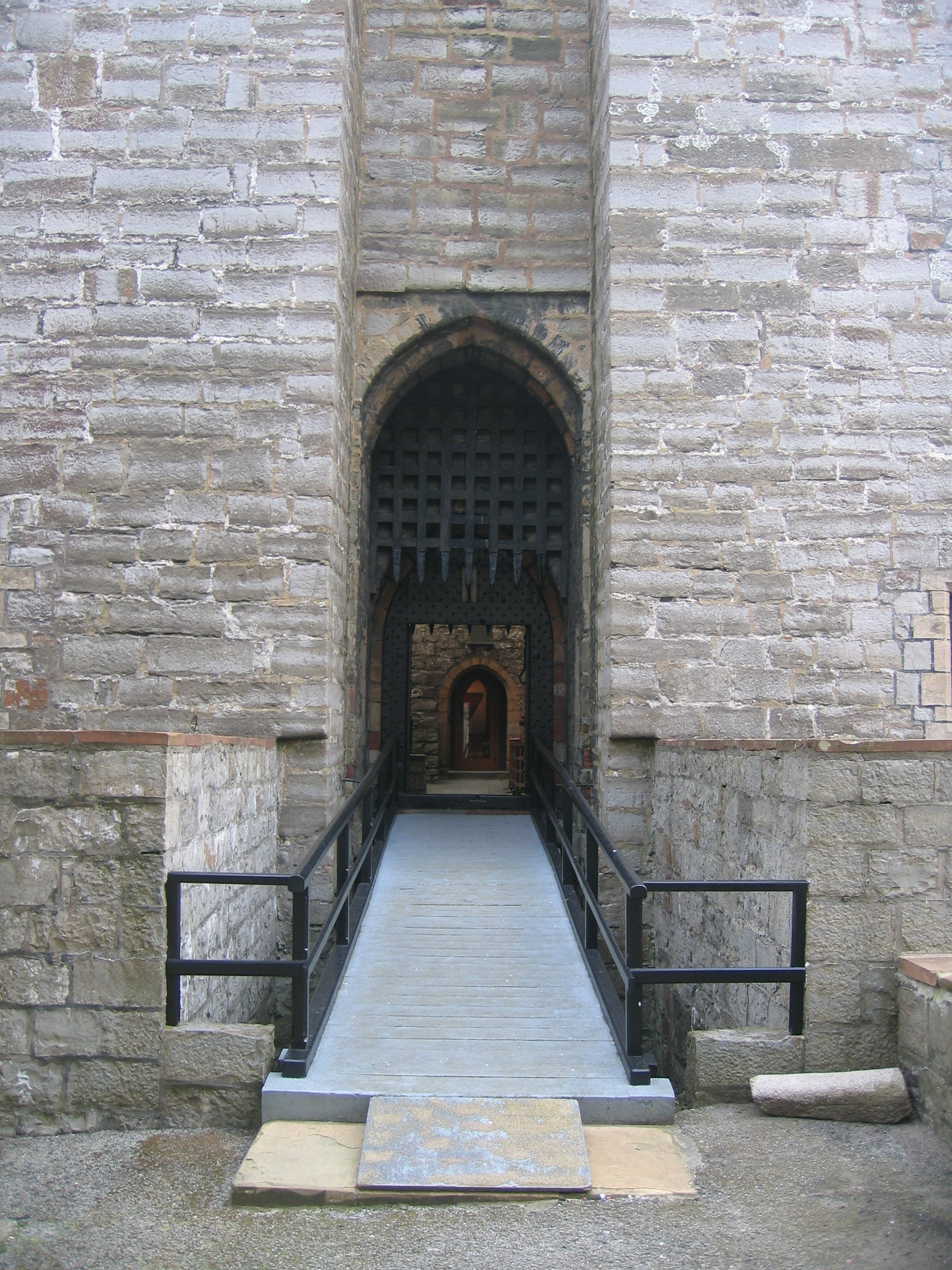
Portal del castell de Rushen, a l'illa de Man
Animació d'un pont llevadís
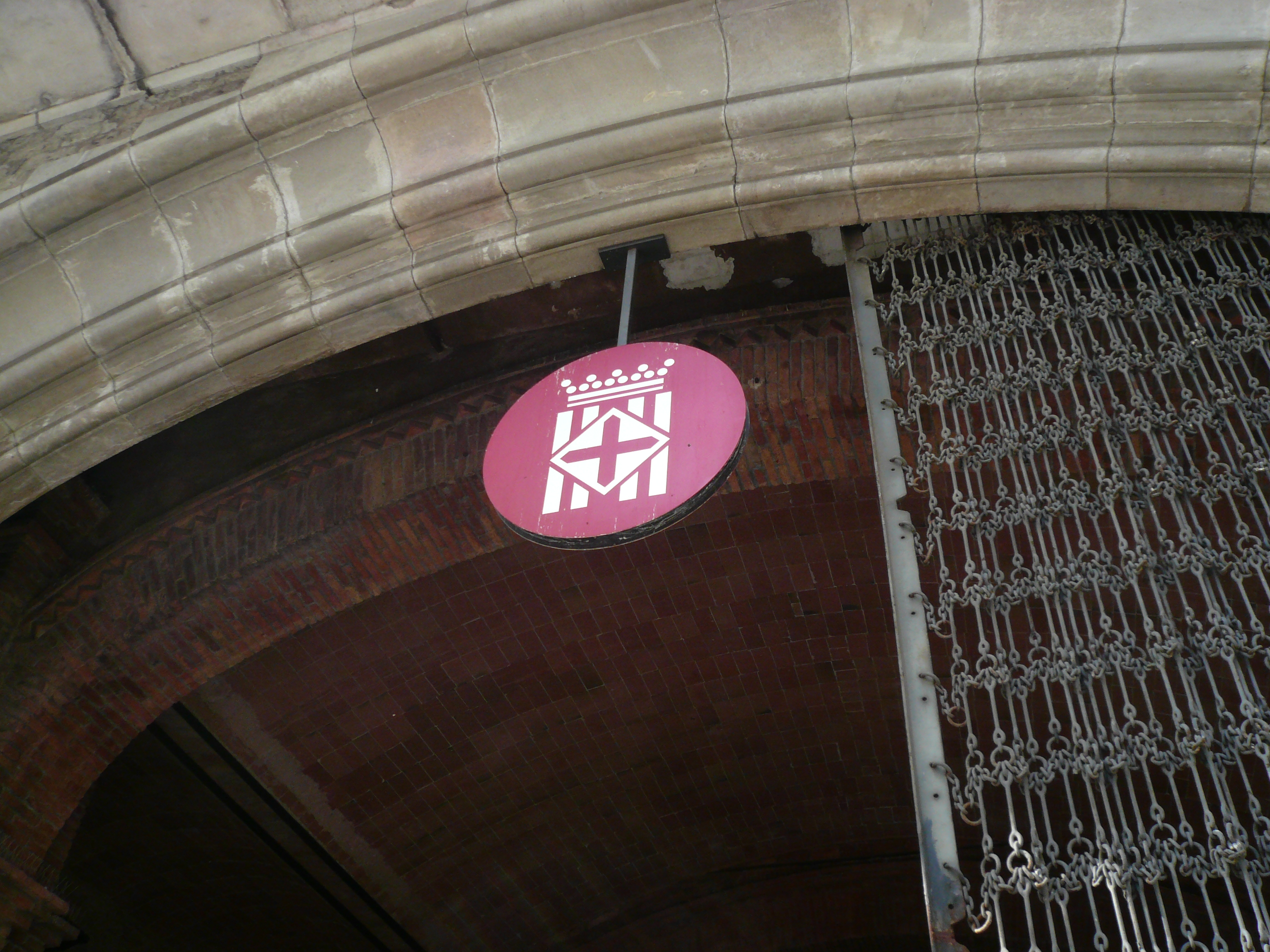
Escola Industrial de Barcelona. Porta reixada "flexible" formada per cadenes
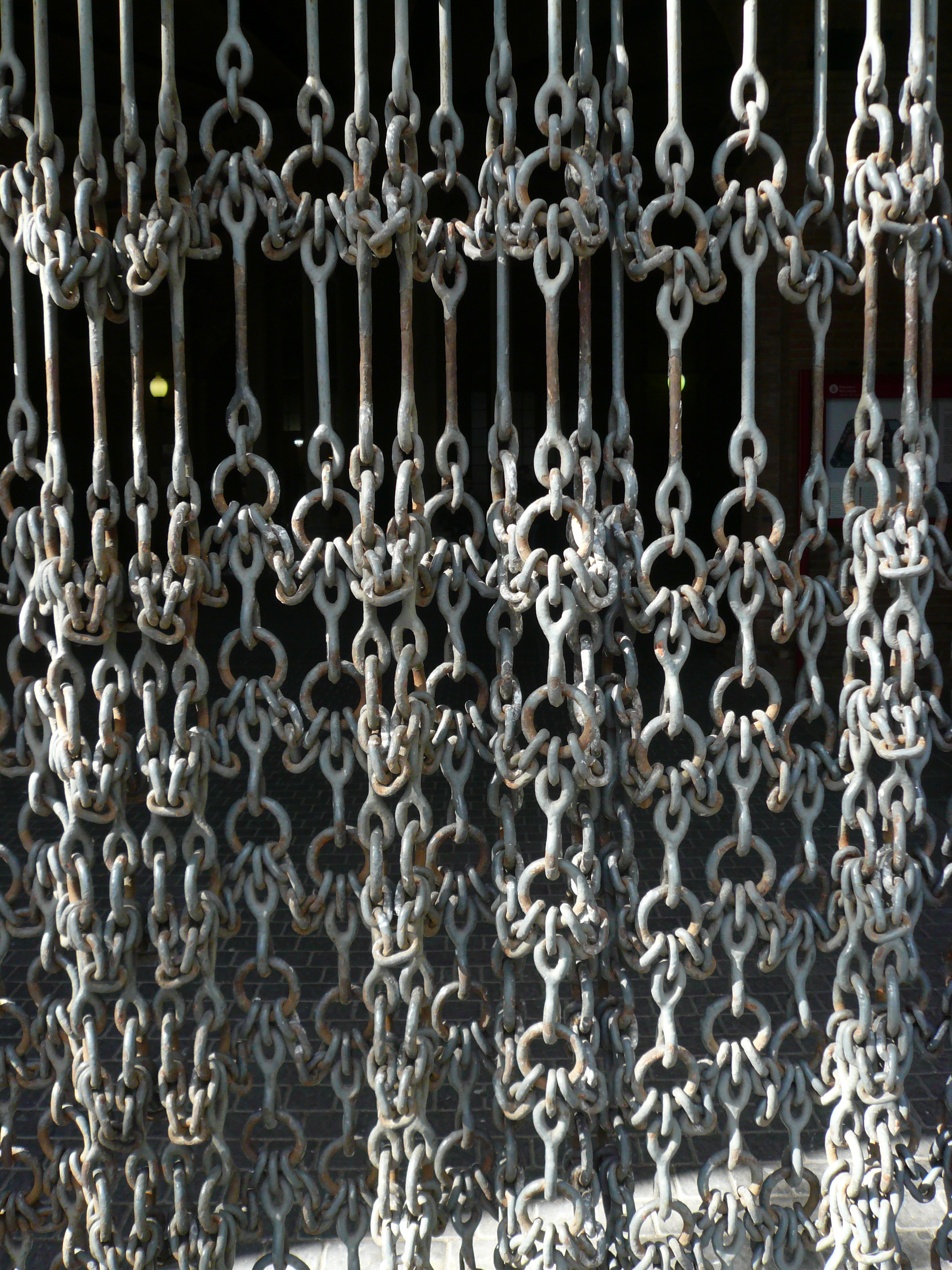
Escola Industrial de Barcelona. Detalls de les cadenes de la porta reixada.

## Mecànica
Considerant el cas d'una porta amb un únic batent, l'anàlisi de les forces implicades en el seu funcionament permet comprovar les tensions de tots els elements que intervenen.

### Forces i moments
En posició de repòs, amb el batent obert o tancat, l'única força és el pes del batent. Aquest pes s'ha de sostenir d'alguna manera.
Aquesta força es considera aplicada al centre de gravetat del batent que, en estar separat de l'eix de gir i suport, provoca un moment que també cal contrarestar.

#### Sistema de pollegueres
El pes és suportat per la polleguera inferior. El moment es reparteix entre la polleguera superior (amb una força de tracció) i la polleguera inferior (amb una força de compressió).

#### Sistema de golfos
En teoria el pes es reparteix entre els golfos. A la pràctica només n'hi ha un que treballa. El de dalt o el de baix, en funció de les dimensions relatives del batent i dels golfos. Era freqüent que cada anell reposés sobre una volandera intermèdia.

#### Sistema de frontisses
Similar als sistemes anteriors.

## Exemples històrics

Samsó carregant les portes de Gaza.

Tot i la gran importància de les portes en les fortificacions, la documentació directa és prou escassa. Hi ha algunes troballes arqueològiques (de consulta especialitzada i difícil), descripcions escrites (molt generals i disperses en obres molt diverses) i alguns documents gràfics (amb un grau de precisió discutible). A continuació s'ofereix una mostra aleatòria, ordenada cronològicament, sobre portes de fortificació.
- 2500 aC. A l'Epopeia de Guilgameix, Enkidu i Guilgameix tallen un cedre enorme i Enkidu en fa una gran porta per als déus, al santuari d'Enlil a Nippur.
  - Tot i que es tracta d'un relat llegendari, és difícil no relacionar la porta simbòlica amb una porta com les que hi havia a la muralla de la ciutat d'Uruk.[4][5][6]
- 800 aC. L'antiga ciutat de Tebes (Grècia) tenia set portes.[7]
  - Ilíada.[8][9]
  - 467 aC. En l'obra d'Èsquil Els set contra Tebes, les set portes de la ciutat són protagonistes principals.
- 750 aC? En l'Odissea d'Homer hi ha una parell de referències a portes.
  - La porta del palau d'Odisseu. Un palau envoltat d'una muralla amb merlets, amb una porta que podria resistir un setge.[10]
  - Les portes de la sala dels banquets, travades amb una corda de papir.[11]
- 587 aC. Nabucodonosor II. Conquesta de Jerusalem. Detalls de les muralles i portes.[12]
- 550 aC. El Temple d'Àrtemis a Efes tenia una porta de dos batents monumental, feta de fusta de xiprer.[13][14][15]
- 540 aC. Les portes de Babilònia.[16][17]
- 362 aC. Enees Tàctic.[18][19]
- c300 aC. Teofrast esmentava la fusta d'om per a fer portes preuades. I la mateixa fusta per a fer perns i pollegueres de portes.[20][21][22]
- 2 aC. Ovidi, en la seva obra Ars Amatoria, esmenta la forma del tancament de les portes en cas de setge.[23][24]
  - La tornada o restoble[25] dels versos ("Excute poste seram": "Treu la barra del muntant") indica que les portes s'asseguraven amb una barra horitzontal encaixada a la porta i a les parets o muntants de l'entrada.

### Era Cristiana

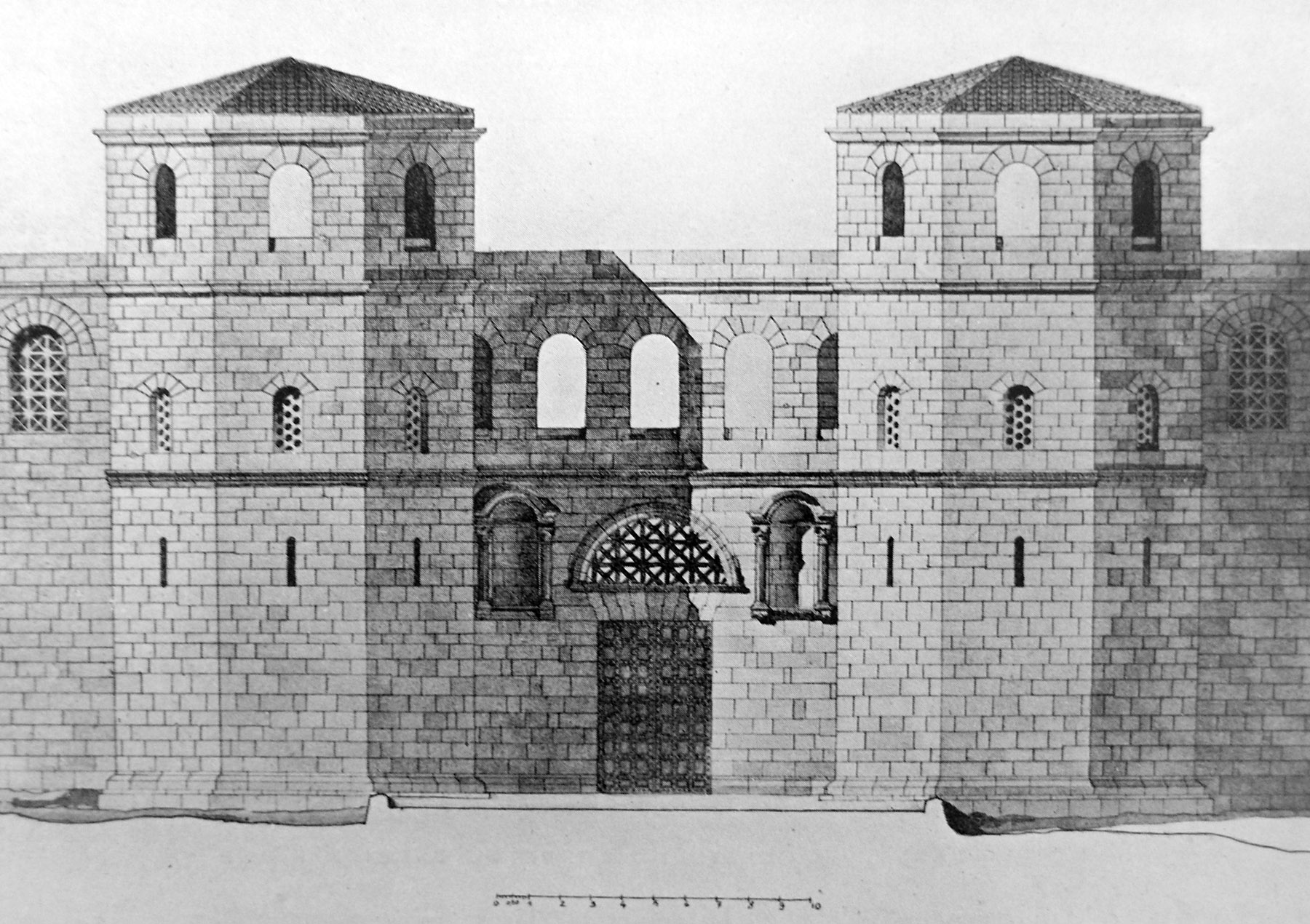
Reconstrucció idealitzada de la Porta Ferrea de Split.

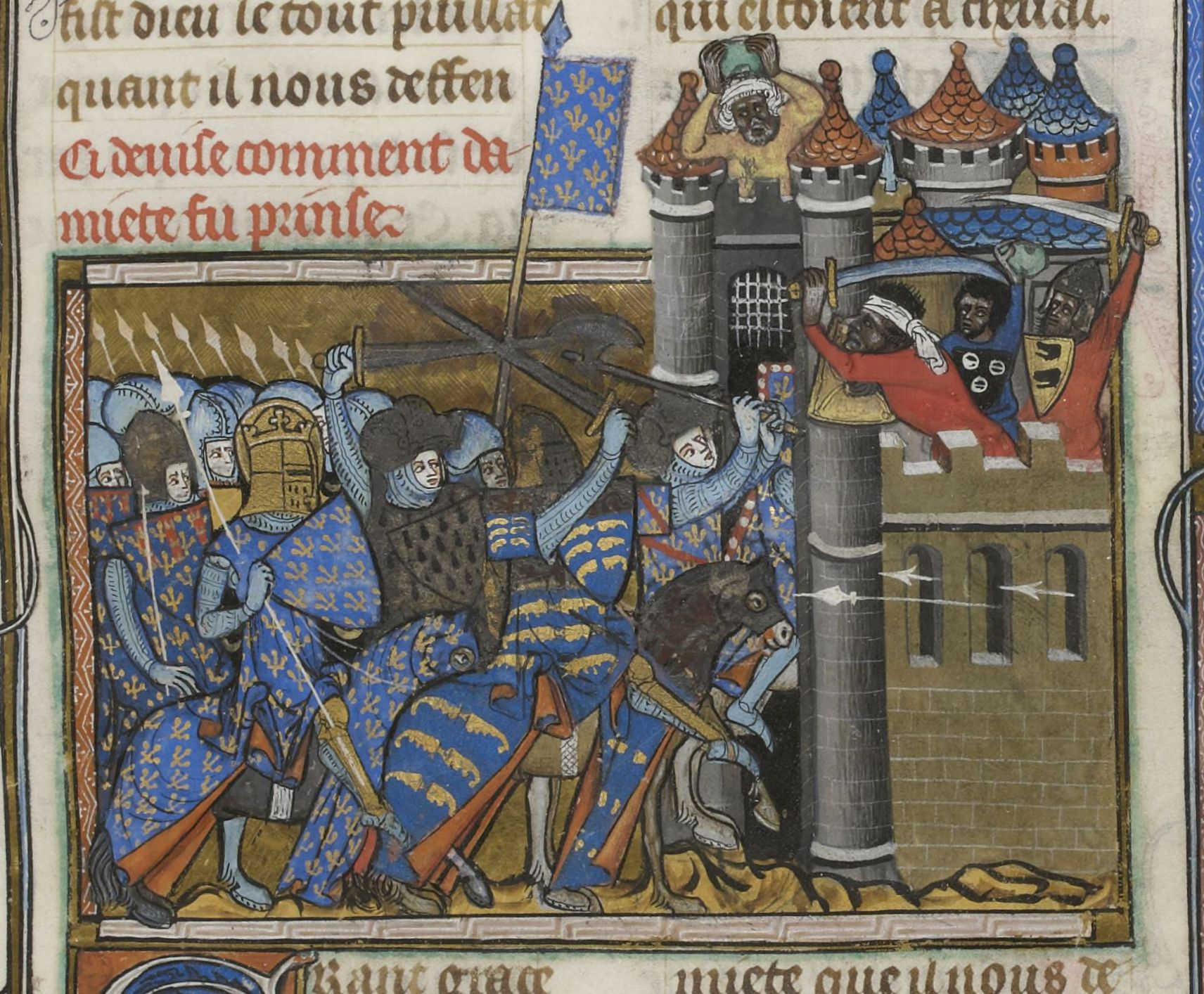
Presa de Damiata. Miniatura de la vida de Lluís IX de França.

- 997. Almansor va saquejar Santiago de Compostela i va fer portar les campanes i les portes cap a Córdova per presoners cristians.[27]
- 1147. Segons la llegenda, després de la Croada d'al-Mariyya, les portes d'un portal de la ciutat conquerida foren portades a Barcelona.[28]
- 1277. Primer esment de la Porta Ferrada del monestir de Sant Feliu de Guíxols.[29]
- 1383. Francesc Eiximenis, en el  Dotzé del Crestià, deia: “La porta del camp sie rexada e stigua en bons golfs de ferre” (Capítol CCCXXV. Com deu esser fet lo camp).
- 1445-1448. En l'obra Curial e Güelfa, un Curial enamorat és descrit “plorant i amb els genolls ficats a la polleguera de la porta de la cambra de la Güelfa”. Una exageració que permet deduir un dels sistemes de gir d'una porta de l'època.[30]
- 1464. Crema de la porta principal d'un castell al Tirant lo Blanc.[31]
- 1540. Descripció de les portes de la fortalesa de Mahdia (antigament anomenada ciutat d'Àfrica).[32]
- 1575. Onofre Pou Cellers en el diccionari català–llatí Thesaurus puerilis, inclogué polleguera i golfo.[33]
- 1586. Alep. Tretze portes.[34]
- 1588. Descripció i ús d'un petard per a rebentar portes de muralla.[35]
- 1633. La porta de la Kaaba fou transportada des de Constantinoble.[36]
- 1673. En els contractes de Josep de la Concepció per a la construcció d'una casa hi ha detalls sobre la construcció de les portes.[37][38]
- 1689. Curiosiora et selectiora variarum scientiarum miscellanea. DISSERTATIO NONA: POLEMICA. Márton Szentiványi (Martino Szent-Jvanyi).[39]
  - L'obra anterior tracta de diversos temes militars. També sobre les portes de fortificació.
- 1828. Descripció de les muralles, torres i portes d'Istambul.[40]
- 1831. Augustin Calmet i Henri François de Vence. Sagrada Biblia: en latin y español, con notas literales, críticas é históricas, prefacios y disertaciones.[41]
  - L'obra anterior explica la forma de tancar i obrir les portes antigues i diversos tipus de claus.
- 1840. Proves fetes al Canadà de rebentar portes reforçades, mitjançant un sac de pólvora.[42]
- 1849. Descripció de la Porta Ferrea del palau de Dioclecià a Spalato.[43]
- 1854-1868.Eugène Viollet-le-Duc. En el Dictionnaire raisonné de l'architecture française du XIe au XVIe siècle, a l'article "Porte", hi ha molta informació sobre "portes fortificades" i "complements". Els detalls sobre els elements de tancament són escassos.
  - Dictionnaire raisonné de l'architecture française du XIe au XVIe siècle, par Eugène Viollet-le-Duc, 1856 (francès)

### Primera Guerra Mundial i Segona Guerra Mundial
D'aquest llarg període cal considerar les portes dels búnquers.

### Època actual
- Portes cuirassades d'entitats bancàries
- Refugis nuclears
- Refugis militars especialment reforçats contra atacs exteriors
- Portes de "cambres del pànic"
  - Film L'habitació del pànic
- Portes de vehicles cuirassats